# Heinz Bauer
Heinz Bauer   (Nuremberg, 31 de gener de 1928 - Nuremberg, 15 d'agost de 2002) va ser un matemàtic alemany.

## Vida i Obra
Bauer va estudiar a la universitat d'Erlangen-Nuremberg i en la qual va rebre el doctorat el 1953 sota la supervisió d'Otto Haupt i va obtenir l'habilitació docent el 1956, també amb Otto Haupt. Després d'un curt període de 1961 a 1965 com a professor a la universitat d'Hamburg, va estar tota la seva carrera acadèmica a la universitat d'Erlangen-Nuremberg, fins a la seva retiarad el 1996. Els seus focus de recerca van ser la teoria del potencial, la teoria de la mesura i la teoria de la convexitat.
Bauer va rebre el premi Chauvenet el 1980 i es va ser escollit membre de l'Acadèmia Alemanya de Ciències Leopoldina el 1986.
Va morir a Nuremberg el 2002.